# Хапов, Александр Сергеевич
Александр Сергеевич Хапов — российский инженер, конструктор электровакуумных приборов. Участник ядерной программы.
Родился 02.10.1952 г. в с. Болшево Мытищинского района Московской области.
Окончил в 1976 году Московский инженерно-физический институт (с 2009 года — Национальный исследовательский ядерный университет «МИФИ»).
С 1975 г. работал во ВНИИА в должностях от инженера до заместителя главного конструктора — руководителя НПЦ специальных электровакуумных приборов (с 2000 г.).
Лауреат Премии Правительства РФ 2003 г. за работы по созданию и серийному освоению унифицированной системы нейтронного инициирования для ядерных боеприпасов всех классов.
Награждён медалью «В память 850-летия Москвы».